# ハリウッドの出番
「ハリウッドの出番」(英語: Hollywood Steps Out)は1941年にテックス・アヴェリーが監督したワーナー・ブラザースによるメリー・メロディーズの短編アニメである。 

## 概要
サーチライトに照らされたロサンゼルス。ハリウッド・スターたちが、「ciro's」で夜を楽しむという内容。
最後はクラーク・ゲーブルが女性に扮したグルーチョ・マルクスとキスをし、物語は終わる。

## キャスト
- ミッキー・ルーニー 声 - ケント・ロジャース[3][4]
- ジェームズ・キャグニー 声 - ケント・ロジャース[3]
- ジェームズ・スチュワート 声 - ケント・ロジャース[3]
- ケイ・カイザー 声 - ケント・ロジャース[3]
- ジョン・エドガー・フーヴァー 声 - ケント・ロジャース[3]
- ヘンリー・フォンダ 声 - ケント・ロジャース[3]
- ケアリー・グラント 声 - ケント・ロジャース[3]
- エドワード・G・ロビンソン 声 - ケント・ロジャース[3]
- クラーク・ゲーブル 声 - ケント・ロジャース[3]
- ビング・クロスビー 声 - ケント・ロジャース[3]
- ルイス・ストーン 声 - ケント・ロジャース[3]
- ネッド・スパークス 声 - ケント・ロジャース[3]
- ピーター・ローレ 声 - ケント・ロジャース[3]
- グルーチョ・マルクス 声 - ケント・ロジャース[3]
- ジェリー・コロンナ 声 - メル・ブランク
- グレタ・ガルボ 声 - サラ・ベルナー
- アン・シェリダン 声 - サラ・ベルナー
- ポーレット・ゴダード 声 - サラ・ベルナー
- ドロシー・ラムーア 声 - サラ・ベルナー
- ヘンリー・フォンダの母 声 - サラ・ベルナー